# Mauzenstein

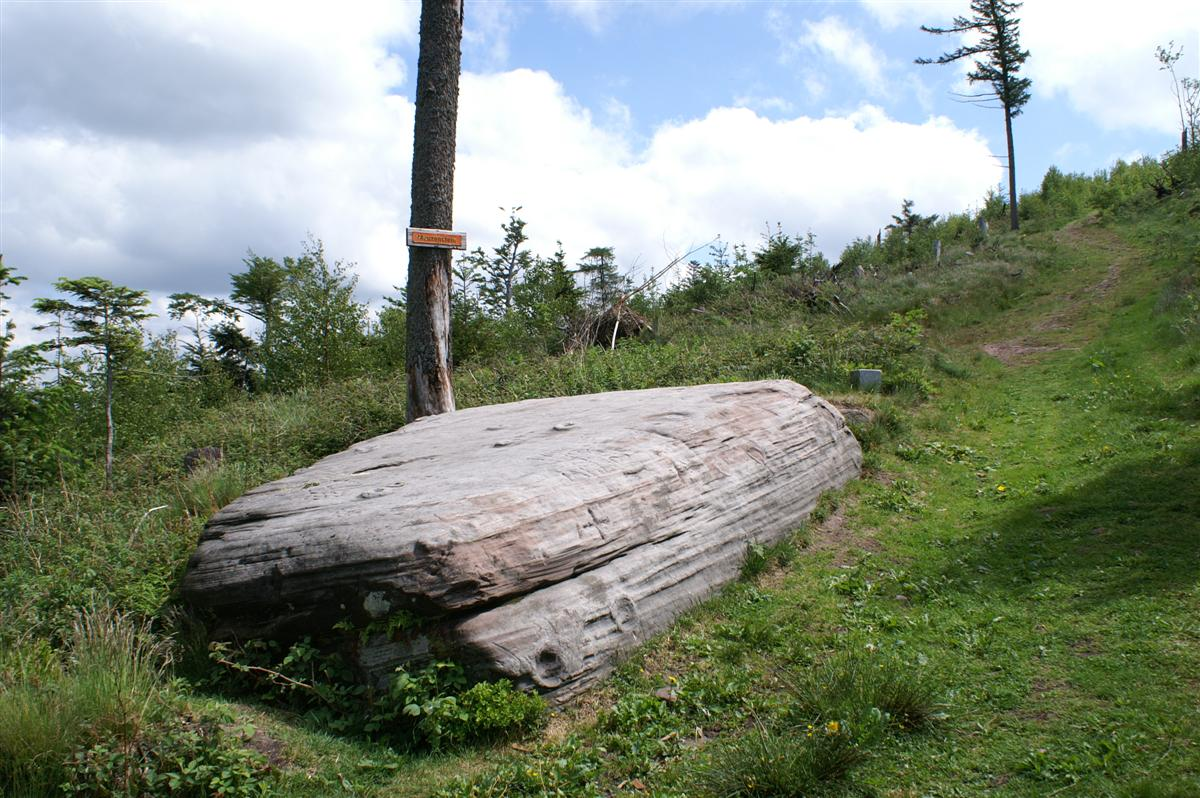
Der Mauzenstein (2007)

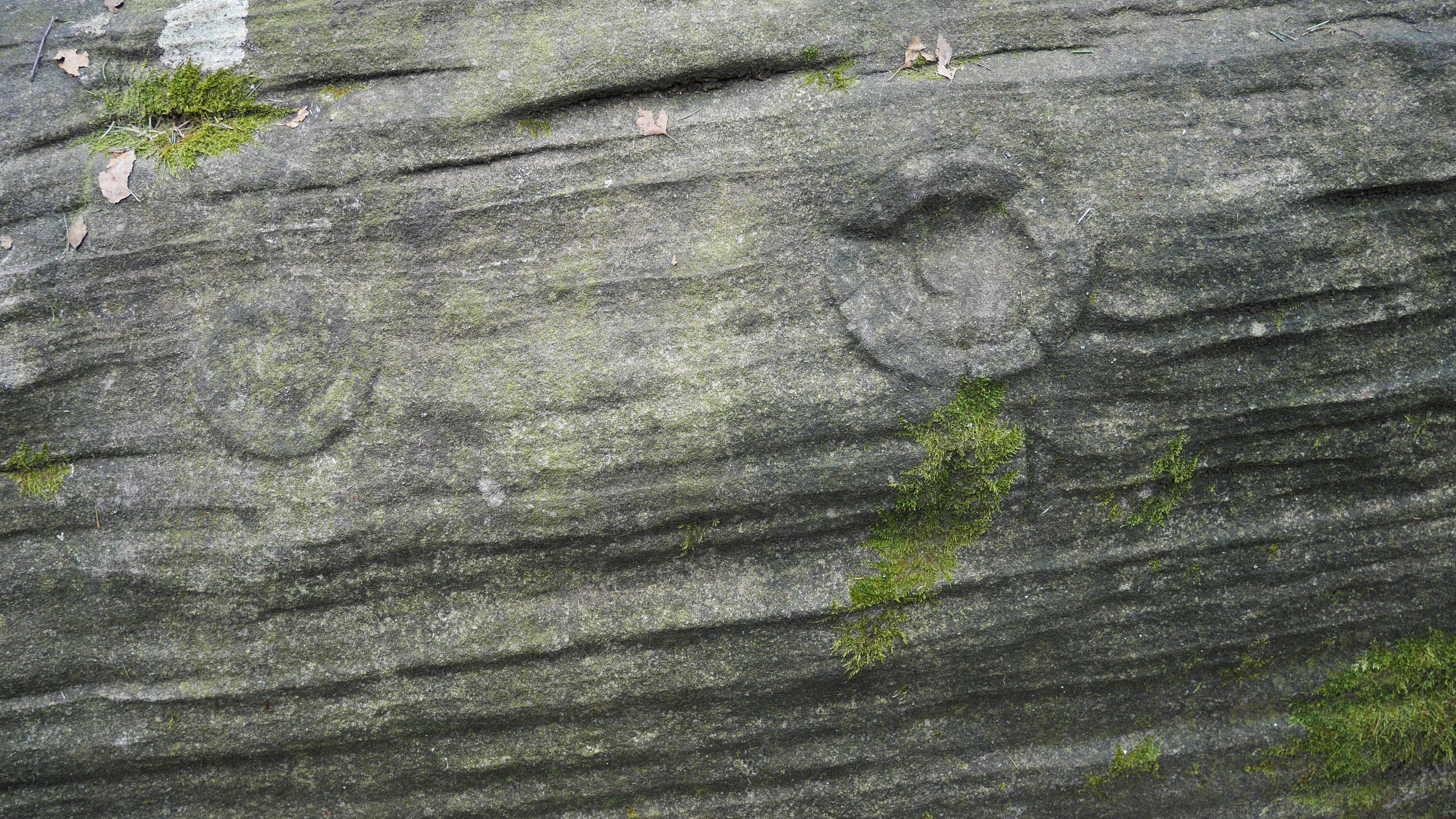
Herauserodierte Schichtungs- und kreisförmige Strukturen an der Seite des Mauzensteins

Der Mauzenstein ist ein als Naturdenkmal ausgewiesener Buntsandsteinfelsen auf der Grenze zwischen den baden-württembergischen Städten Gaggenau (Landkreis Rastatt) und Bad Herrenalb (Landkreis Calw) im Nordschwarzwald. Er liegt, unweit des Bernsteins, auf 704,8 m ü. NHN am Mauzenberg südlich der Einsattlung zum nördlich gelegenen Tannschachberg. Stratigraphisch gehört er zum oberen Geröllhorizont (smc 2) des Mittleren Buntsandsteins. An den Seiten ist die Schichtungsstruktur des Sedimentgesteins erkennbar.
Der Historische Grenzweg Michelbach–Moosbronn–Bernbach, der der ehemaligen Grenze zwischen den Ländern Baden und Württemberg folgt, passiert den Mauzenstein. Der markante Felsblock (Länge ca. 5 Meter) diente als Grenzstein und weist kreuzförmige Grenzmarkierungen auf. Ein Schild informiert über Spekulationen, der Fels habe in der Frühzeit dem Astralkult (Verehrung der Gestirne) gedient, womit auf herauserodierte kreisförmige Strukturen in der Felsoberfläche angespielt wird, die verschiedene Heimatkundler für menschengemacht hielten. Der badische Landesgeologe Walter Hasemann beschrieb diese jedoch, ähnlich wie die Kugelphänomene am nahen Bernsteinfelsen, als große Kugeln innerhalb eines im Hauptbuntsandstein verbreiteten Kugelhorizontes und damit als natürliche Konkretionen.